# Катар-9
Катар-9 (англ. Qatar 9) — одиночная звезда в созвездии Большой Медведицы на расстоянии приблизительно 689 световых лет (около 211 парсек) от Солнца. Видимая звёздная величина звезды — +14,133m. Возраст звезды оценивается как около 7,5 млрд лет.
Вокруг звезды обращается, как минимум, одна планета.

## Характеристики
Катар-9 — оранжевый карлик спектрального класса K5V. Масса — около 0,719 солнечной, радиус — около 0,72 солнечного, светимость — около 0,161 солнечной. Эффективная температура — около 4486 К.

## Планетная система
В 2019 году группой астрономов у звезды обнаружена планета Катар-9 b.